# Kuźnia Raciborska
Kuźnia Raciborska is een stad in het Poolse woiwodschap Silezië, gelegen in de powiat Raciborski. De oppervlakte bedraagt 31,75 km², het inwonertal 5630 (2005).

## Verkeer en vervoer
- Station Kuźnia Raciborska